# Agata
Agata és una estació meteorològica de Sibèria, Rússia
```
Mostrar mensaje original
```

Agata està situada a 262 m d'altitud a les coordenades 66° 53′ 0″ N, 93° 24′ 0″ E, a la meseta de Sibèria Central, prop del Cercle Polar Nord.

## Clima
Agata es troba dins l'anticicló siberià. Aquest anticicló té un diàmetre de diversos milers de quilòmetres, la seva pressió augmenta des de la perifèria a les masses del centre

## Rècord
La pressió atmosfèrica més alta mai registrada a una altitud inferior a 750 m va ser a Agata de 1.083.8 mb = 812.8 mm i es va registrar el 31 de desembre de 1968.